# Liga Premier de Hong Kong 2014-15
La Liga Premier de Hong Kong 2014-15 fue la primera temporada de la Liga Premier de Hong Kong, la máxima categoría del fútbol en Hong Kong. El cronograma fue anunciado el 15 de agosto de 2014. La temporada comenzó el 12 de septiembre de 2014, y concluyó el 9 de mayo de 2015.
El Kitchee SC partió como campeón defensor.

## Equipos
Un total de 9 equipos participaron en la liga, siete de la Primera División de Hong Kong 2013-14, y dos equipos ascendidos de la Segunda División de Hong Kong 2013-14ː el campeón Tai Po y el subcampeón Tai Sin. Los clubes Citizen, Southern, Sun Hei; pertenecientes a la Primera División de Hong Kong por derecho, desistieron de participar, alegando problemas financieros para cubrir la demanda de la nueva liga.
El Kitchee SC revalidó el título de la máxima categoría del fútbol de Hong Kong, primero en la naciente Liga Premier.

### Datos generales
Nota: Tabla en orden alfabético.
| Equipo           | Entrenador                   | Estadio                        | Ciudad         | Capacidad |
| ---------------- | ---------------------------- | ------------------------------ | -------------- | --------- |
| Biu Chun Rangers | Yan Lik Kin                  | Kowloon Bay Park               | Kowloon Bay    | 1,200     |
| Eastern AA       | Cristiano Cordeiro           | Tseung Kwan O Sports Ground    | Tseung Kwan O  | 3,500     |
| I-Sky Yuen Long  | Chan Ho Yin                  | Yuen Long Stadium              | Yuen Long      | 4,932     |
| Kitchee SC       | José Molina                  | Mong Kok Stadium               | Mong Kok       | 6,664     |
| South China AA   | Mario Gómez                  | Hong Kong Stadium              | So Kon Po      | 40,000    |
| Sun Pegasus FC   | Chan Chi Hong                | Mong Kok Stadium               | Mong Kok       | 6,664     |
| Wofoo Tai Po     | Pau Ka Yiu                   | Tai Po Sports Ground           | Tai Po         | 3,000     |
| Wong Tai Sin     | Chiu Chung Man Poon Man Chun | Hammer Hill Road Sports Ground | Choi Hung      | 2,200     |
| YFCMD            | Lee Chi Kin                  | Sham Shui Po Sports Ground     | Cheung Sha Wan | 2,194     |

### Jugadores foráneos
El número de jugadores extranjeros está restringido a seis por equipo, incluyendo un jugador de los países de la AFC, con un máximo de cuatro en cancha durante los partidos.
| Club              | Jugador 1         | Jugador 2       | Jugador 3      | Jugador 4         | Jugador 5        | Jugador AFC        |
| ----------------- | ----------------- | --------------- | -------------- | ----------------- | ---------------- | ------------------ |
| Eastern           | Giovane           | Diego Eli       | Michel Lugo    | Miroslav Saric    | Rohan Ricketts   | Dylan Macallister  |
| Hong Kong Rangers | Allan             | Marco Rodríguez | Iván Zarandona | Yago González     | Óscar Rodríguez  | Hiromichi Katano   |
| I-Sky Yuen Long   | Wellingsson Souza | Gustavo Silva   | Reinaldo       | Cedomir Mijanovic |                  | Tsuyoshi Yoshitake |
| Kitchee           | Fernando Recio    | Dani Cancela    | Jordi Tarrés   | Juan Belencoso    | Borja Rubiato    | Kim Tae-Min        |
| South China       | Evan Kostopoulos  | Mahama Awal     | Cristhian Mora | Yuto Nakamura     | Bojan Mališić    | Daniel McBreen     |
| Sun Pegasus       | Dario Damjanović  | Admir Raščić    | Niko Tokic     | Petrisor Voinea   | Igor Miović      | Jerrad Tyson       |
| Wofoo Tai Po      | Naves             | Clayton         | Joao Sales     | Vincent Weijl     | Caleb Ekwegwo    | Leong Ka Hang      |
| Wong Tai Sin      | Sandro            | Tomas Maronesi  | Maurício       | Zhang Jun         | Mirko Teodorović | Yoon Dong-Heon     |
| YFCMD             | Fernando Pereira  | Rubén López     | Diego Folgar   | José María Díaz   | Mamadou Barry    | Kenji Fukuda       |

## Tabla de posiciones
|    | Equipos de fútbol  | PJ | G  | E | P  | GF | GC | Dif | Pts |
| -- | ------------------ | -- | -- | - | -- | -- | -- | --- | --- |
| 1. | Kitchee SC (C)     | 16 | 11 | 3 | 2  | 40 | 18 | +22 | 36  |
| 2. | Eastern AA (A)     | 16 | 10 | 3 | 3  | 34 | 20 | +14 | 33  |
| 3. | Sun Pegasus FC (A) | 16 | 7  | 6 | 3  | 34 | 23 | +11 | 27  |
| 4. | South China AA (O) | 16 | 8  | 5 | 3  | 30 | 17 | +13 | 27  |
| 5. | YHKMD (A)          | 16 | 8  | 2 | 6  | 25 | 29 | -4  | 26  |
| 6. | Yuen Long          | 16 | 5  | 2 | 9  | 20 | 31 | -11 | 17  |
| 7. | Hong Kong Rangers  | 16 | 4  | 2 | 10 | 20 | 33 | -13 | 14  |
| 8. | Wong Tai Sin       | 16 | 3  | 5 | 8  | 20 | 29 | -9  | 14  |
| 9. | Wofoo Tai Po (D)   | 16 | 1  | 4 | 11 | 17 | 40 | -23 | 7   |

Pts = Puntos; PJ = Partidos jugados; G = Partidos ganados; E = Partidos empatados; P = Partidos perdidos; GF = Goles anotados; GC = Goles recibidos; Dif = Diferencia de goles

(C) = Campeón; (D) = Descendido; (P) = Promovido; (E) = Eliminado; (O) = Ganador de Play-off; (A) = Avanza a siguiente ronda.

Fuente:
1. ↑  Ganador de la Copa de Hong Kong 2015.
2. 1 2  Sun Pegasys ganó la serie particular.
3. 1 2  HKR ganó la serie particular.

|  | Liga de Campeones 2016 (Play-Off)                                    |
|  | Copa AFC 2016, como ganador de la eliminatoria de final de temporada |
|  | Clasifica a la eliminatoria                                          |
|  | Descenso a la Primera División de Hong Kong 2015-16                  |

## Play-Off
Los equipos que se ubiquen en la segunda, tercera y cuarta posición; se unirán al campeón de la Copa FA de Hong Kong 2014-15, para disputar el segundo cupo a la fase de grupos de la Copa de la AFC 2016.

### Semifinales
| 21 de mayo de 2015 | Eastern | 0-2        | South China      | Mong Kok Stadium,              |                                |
|                    |         | [ Reporte] | McBreen 19', 68' | Asistencia: 1,996 espectadores | Asistencia: 1,996 espectadores |

| 27 de mayo de 2015 | YFCMD                              | 3-2        | Sun Pegasus                          | Siu Sai Wan Sports Ground,   |                              |
|                    | Fernando 28', 32' · Hady Barry 72' | [ Reporte] | Chan Man Fai 80' · Festus 86' (pen.) | Asistencia: 391 espectadores | Asistencia: 391 espectadores |

### Final
| 30 de mayo de 2015 | YFCMD                                    | 1-1 (2-4 p.)               | South China                                   | Mong Kok Stadium, Mong Kok, Kowloon |                                |
|                    | Díaz 56'                                 | [ Reporte]                 | Lo Kong Wai 33'                               | Asistencia: 2,492 espectadores      | Asistencia: 2,492 espectadores |
|                    |                                          | Tiros desde el punto penal |                                               |                                     |                                |
|                    | Fong Pak Lun · Díaz · Hady Barry · Moses |                            | Nakamura · Itaparica · Russell · Mora · Sealy |                                     |                                |

## Estadísticas

### Goleadores
Actualizado hasta el 19 de abril de 2015.
| Posición | Jugador        | Equipo         | Goles |
| -------- | -------------- | -------------- | ----- |
| 1        | Giovane        | Eastern AA     | 17    |
| 2        | Admir Rascic   | Sun Pegasus FC | 12    |
| 3        | Juan Belencoso | Kitchee SC     | 10    |
| 4        | Kenji Fukuda   | YFCMD          | 9     |
| 5        | Xu Deshuai     | Kitchee SC     | 8     |
| 6        | Jorge Tarrés   | Kitchee SC     | 7     |